# Ketel Marté
Ketel Ricardo Marté Valdez (né le 12 octobre 1993 à Nizao, Peravia, République dominicaine) est un joueur d'arrêt-court des Diamondbacks de l'Arizona de la Ligue majeure de baseball.

## Carrière

### Mariners de Seattle
Ketel Marté signe son premier contrat professionnel le 13 août 2010 avec les Mariners de Seattle. Il débute en ligues mineures en 2011.
Avant la saison 2015, Marté est considéré comme l'un des joueurs les plus prometteurs appartenant aux Mariners. Il participe au match des étoiles du futur le 12 juillet 2015 à Cincinnati, réussit deux simples et récolte un point produit dans la rencontre.
Seattle alignant le joueur étoile Robinson Canó au deuxième but, la position habituelle de Marté, ce dernier joue pour la première fois au champ centre le 23 juillet 2015 pour les Rainiers de Tacoma, le club-école des Mariners. Marté est habituellement premier de l'alignement des frappeurs pour les Rainiers.
C'est au deuxième but que Marté fait ses débuts dans le baseball majeur, le 31 juillet 2015 face aux Twins du Minnesota. Le nouveau venu frappe son premier coup sûr dans les majeures à son second match, le 1er août contre le lanceur Kyle Gibson des Twins. Dès son arrivée à Seattle, Marté est installé au premier rang de l'ordre des frappeurs par le gérant des Mariners, Lloyd McClendon,.
Avec 14 doubles, trois triples, deux circuits, 8 buts volés, 25 points marqués, une moyenne au bâton de ,283 et une moyenne de présence sur les buts de ,351 en 57 matchs des Mariners à la fin de la saison 2015, Marté convainc le club de lui accorder le poste d'arrêt-court pour commencer la saison 2016.

### Diamondbacks de l'Arizona
Le 23 novembre 2016, les Mariners de Seattle échangent Ketel Marte et le lanceur droitier Taijuan Walker aux Diamondbacks de l'Arizona contre l'arrêt-court Jean Segura, le voltigeur Mitch Haniger et le lanceur gaucher Zac Curtis.